# 陈卫民
陈卫民（1959年8月—），男，汉族，江西乐安人，中华人民共和国政治人物。中共江西省委党校法律专业毕业，华中科技大学EMBA工商硕士学位。

## 生平

### 政治生涯
1977年5月参加工作，供职于共青团江西省抚州地委，历任干事、办公室主任、副书记。1983年5月加入中国共产党。1987年3月，任江西省宜黄县副县长。1989年12月，任江西省宜黄县委常委、宣传部长。1991年4月，任共青团江西省抚州地委书记、党组书记；1992年5月，任共青团江西省委副书记、党组成员；1996年12月，任共青团江西省委副书记、党组副书记（主持工作）。2000年6月，转任江西省民族宗教事务局局长、党组书记；次月兼任中共江西省委统战部副部长。2005年7月，任中共江西省委省政府接待办公室主任。2006年2月，兼任中共江西省委副秘书长。2008年3月，调任中共江西省萍乡市委副书记；4月，任萍乡市人民政府代市长，6月正式出任市长。2013年8月，任中共萍乡市委书记。
2013年，当选第十二届全国人民代表大会江西地区代表。

### 落马与入狱
2014年9月15日，因涉嫌严重违纪违法，接受组织调查。2014年10月15日，江西省第十二届人大常委会第十四次会议决定罢免其第十二届全国人民代表大会代表职务。2015年2月5日，因涉嫌受贿罪被逮捕。
2016年6月24日，江西省上饶市中级人民法院以被告人陈卫民犯受贿罪，判处其有期徒刑十一年，并处罚金人民币100万人民币元（已缴纳10万元）；并继续追缴尚未到案的非法所得。其后，陈卫民被押赴位于同省进贤县的温圳监狱服刑，陈卫民在服刑期间，认罪悔罪，安心改造，自觉遵守法律法规及监规，积极参加监狱组织的政治、文化、技术学习。在劳动中服从分工，积极肯干，较好地完成了劳动任务。2019年，南昌市中级人民法院对陈卫民减去有期徒刑八个月二十天。陈卫民减刑后，其刑期至2025年4月16日止。